# بيتي هيل
بيتي هيل (بالإنجليزية: Betty Hill)‏ هي ناشِطة أمريكية، ولدت في 1876، وتوفيت في 12 مايو 1960.